# Epigelasma frigida
Epigelasma frigida är en fjärilsart som beskrevs av Claude Herbulot 1972. Epigelasma frigida ingår i släktet Epigelasma och familjen mätare. Inga underarter finns listade i Catalogue of Life.